# Carlo Ossola
Carlo Maria Ossola (Torino, 11 marzo 1946) è un filologo e critico letterario italiano.

## Biografia
Professore dal 2000 presso il Collège de France di Parigi (Chaire de Littératures modernes de l'Europe néolatine), è stato in precedenza docente ordinario di Letteratura italiana presso l'Università di Ginevra (1976); dal 1982 al 1988 ha assunto la cattedra di Letteratura italiana presso la Facoltà di Magistero dell'Università di Padova; ha quindi insegnato all'Università di Torino con il ruolo di Professore ordinario di Letteratura italiana presso la Facoltà di Lettere (1988-99). Dal 2007 al 2016 è stato Direttore dell'Istituto di studi italiani (ISI) presso l'Università della Svizzera Italiana, a Lugano.
È socio dell'Accademia Nazionale dei Lincei, dell'Accademia dell'Arcadia, dell'Accademia delle Scienze di Torino, dell'Accademia Olimpica di Vicenza, dell'American Academy of Arts and Sciences e, dal 2018, è Corresponding Fellow della British Academy. È Presidente dell'Istituto dell'Enciclopedia Italiana; condirettore delle riviste «Lettere italiane» e «Rivista di storia e letteratura religiosa». È membro del Consiglio di amministrazione della Fondazione Luigi Einaudi di Torino.
I suoi interessi umanistici coprono la letteratura italiana ed europea dalle origini all'età contemporanea. Sulla cultura rinascimentale e sulla civiltà delle corti si segnalano Autunno del Rinascimento: «Idea del tempio» dell'arte nell'ultimo Cinquecento (1971, riedito in versione aumentata nel 2014) e Dal «Cortegiano» all'«Uomo di mondo»: storia di un libro e di un modello sociale (1987, ampliato nell'edizione francese con tre nuovi capitoli: Miroirs sans visage. Du courtisan à l'homme de la rue, 1997). Alla topica dei testi e delle idee sono dedicati Figurato e rimosso: icone e interni del testo (1988) e L'Avenir de nos origines. Le copiste et le prophète (2004). Tra gli autori del Novecento italiano, spicca la fedeltà a Giuseppe Ungaretti: oltre alla monografia Giuseppe Ungaretti (1975), si segnalano l'edizione commentata, secondo il testo del 1916, de Il porto sepolto (1981), la ripubblicazione del Povero nella città (1993) e di un volume di rari (1997), Filosofia fantastica. Prose di meditazione e d'intervento (1926-1929); l'edizione per «I Meridiani» delle Poesie complete (2009) e delle Traduzioni poetiche (2010); e ancora la monografia Ungaretti, poeta (2016).
Ampia l'attività propriamente filologica. Si segnalano in particolare le edizioni di inediti e rari di Juan de Valdés, Emanuele Tesauro, Jacques Bénigne Bossuet, Alessandro Rossi, Cesare Cantù, Waldemar Deonna, Roger Caillois, Massimo Olivetti, Michel de Certeau, Charles de Foucauld, Roland Barthes, Dag Hammarskjöld, e le antologie dedicate alla letteratura barocca: L'anima in barocco. Testi del Seicento italiano (1995) e Le antiche memorie del nulla (1997 e 2007). Ha dedicato inoltre studi approfonditi alla tradizione delle istituzioni letterarie nella scuola: Brano a brano. L'antologia di italiano nella scuola media inferiore (1978) e, con P. M. Bertinetto, La pratica della scrittura: costruzione e analisi del testo poetico (1976) e Insegnare stanca (1982). Con Cesare Segre ha diretto l'Antologia della poesia italiana (3 vol., 1997-99) per la «Biblioteca della Pléiade» Einaudi-Gallimard. Ha poi curato, per la UTET, gli otto volumi della Letteratura italiana: canone dei classici (2012). Tra i suoi libri recenti: Il continente interiore, (2010, premi "Cesare Pavese" e "Città di Pisa" per la saggistica), Libri d'Italia. 1861-2011 (2011), Introduzione alla «Divina Commedia» (2012, premio "Fondazione De Sanctis" per la saggistica), A vif. La création et les signes (2013), Erasmo nel notturno d'Europa (2015), Italo Calvino. L'invisibile e il suo dove (2016).
Il 10 giugno 2024 è stato proposto dal Consiglio dei ministri come Presidente dell’Istituto Enciclopedia italiana – Treccani.

## Opere

### Monografie e saggi di critica letteraria
- Autunno del Rinascimento. «Idea del Tempio» dell'arte nell'ultimo Cinquecento, Olschki, Firenze 1971; nuova edizione, 2014.
- Giuseppe Ungaretti, Mursia, Milano, 1975.
- Dal «Cortegiano» all'«Uomo di mondo». Storia di un libro e di un modello sociale, Collezione Saggi, Einaudi, Torino, 1987, ISBN 978-88-065-9830-3. [traduzione francese, con tre capitoli aggiunti: Miroirs sans visage. Du «Courtisan» à l'«Homme de la rue», Seuil, Paris 1997]
- Figurato e rimosso. Icone e interni del testo, Il Mulino, Bologna, 1988
- C. Sestre-C. Ossola-D. Budor, Le antiche memorie del nulla, Edizioni di Storia e Letteratura, Roma, 1997, ISBN 978-88-900-1385-0.
- L'Avenir de nos origines. Le Copiste et le Prophète, Jérôme Millon, Grenoble, 2003.
- Frammenti. Le scritture dell'incompleto, Unicopli, Milano, 2004, ISBN 978-88-400-0921-6.
- Augustin au XVIIe siècle, Actes du Colloque organisé par C. Ossola au Collège de France les 30 septembre et 1er octobre 2004, textes réunis par L. Devillairs, Olschki, Firenze 2007
- Il continente interiore. Cinquantadue stazioni, Collana Nodi, Marsilio, Venezia, 2010, ISBN 978-88-317-9996-6. [premi "Cesare Pavese" e "Città di Pisa" per la saggistica; traduzione francese: Le continent intérieur, Édition du Félin, Paris 2013]
- Molteplicità e coerenza. Il lascito di Calvino al XXI secolo, Giappichelli, Torino, 2011, ISBN 978-88-348-0973-0.
- En pure perte. Le renoncement et le gratuit, Payot-Rivages, Paris 2011
- Libri d'Italia (1861-2011), Istituto della Enciclopedia Italiana-Classici Ricciardi, Roma, 2011.
- Introduzione alla Divina Commedia, Marsilio, Venezia, 2012, ISBN 978-88-317-1189-0.  [Premio "Francesco De Sanctis" per la saggistica]
- M. Butor-C. Ossola, Conversation sur le temps, Éditions de la Différence, Paris 2012
- À vif. La création et les signes, Imprimerie Nationale, Paris 2013
- Erasmo nel notturno d'Europa, Vita e Pensiero, Milano, 2015, ISBN 978-88-343-2696-1. [traduzione francese: Érasme et l'Europe, Le Félin, Paris 2014]
- Autunno del Rinascimento. «Idea del Tempio» dell'arte nell'ultimo Cinquecento, Olschki, Firenze, 2014 (nuova edizione), ISBN 978-88-222-6214-1.
- Italo Calvino. L'invisibile e il suo dove, Vita e Pensiero, Milano, 2016, ISBN 978-88-343-3121-7. [traduzione spagnola: Italo Calvino. Universos y paradojas, Siruela, Madrid 2015]
- Ungaretti, poeta, Collana Nodi, Marsilio, Venezia, 2016, ISBN 978-88-317-2235-3.
- Viaggio a Maria, Salerno, Roma, 2016.
- Europa ritrovata. Geografie e miti del vecchio continente, Vita e Pensiero, Milano, 2017, ISBN 978-88-343-3320-4.
- Nel vivaio delle comete. Figure di un'Europa a venire, Collana Biblioteca, Marsilio, Venezia, 2018, ISBN 978-88-317-1950-6.
- Trattato delle piccole virtù. Breviario di civiltà, Collana Biblioteca, Marsilio, Venezia, 2019, ISBN 978-88-297-0162-9. [traduzione francese: Les vertus communes, Les Belles Lettres, Paris, 2019]
- Dopo la gloria. I secoli del credere in Occidente, Treccani, Roma, 2019.
- Per domani ancora. Vie di uscita dal confino, Olschki, Firenze, 2020.
- Introduzione alla Divina Commedia, Collana Biblioteca, Marsilio, Venezia, 2021, ISBN 978-88-297-1129-1.
- Personaggi della Divina Commedia, Collana Biblioteca, Marsilio, Venezia, 2021, ISBN 978-88-297-1128-4.

### Edizioni critiche e commenti
- G. Ungaretti, Il Porto Sepolto (testo 1916), Introduzione, commento e apparato critico a cura di C. Ossola, il Saggiatore, Milano, 1981; II ed., Marsilio, Venezia 1990.
- C. Cantù, Portafoglio d'un operaio, a cura di C. Ossola, Bompiani, Milano, 1984, 1997.
- J. de Valdés, Lo Evangelio di San Matteo, a cura e con introduzione storica di C. Ossola, testo critico di A. M. Cavallarin, Bulzoni, Roma, 1985.
- A. Rossi, La Massoneria. Poema comi-tragico di 33 strofe, 333 versi (1896), a cura di C. Ossola, Neri Pozza, Vicenza, 1986
- R. Caillois, I demoni meridiani, prima edizione in volume a cura di C. Ossola, Bollati Boringhieri, Torino, 1988
- E. Tesauro, Edipo, a cura di C. Ossola, commento e note di P. Getrevi, Marsilio, Venezia, 1987, 1992.
- M. Olivetti, Per viver meglio. Proposta per un sistema economico-sociale, a cura di C. Ossola, Bollati Boringhieri, Torino 1994
- L'anima in Barocco. Testi del Seicento italiano, a cura di C. Ossola, Scriptorium, Torino, 1995
- G. Ungaretti, Filosofia fantastica. Prose di meditazione e d'intervento (1926-1929), a cura e con un saggio introduttivo di C. Ossola, UTET, Torino, 1996
- Le antiche memorie del Nulla, Introduzione e cura di C. Ossola, versioni e note di L. Bisello, Edizioni di Storia e Letteratura, Roma, 1997 [terza edizione accresciuta: 2007]
- R. Barthes, Variazioni sulla scrittura, seguite da Il piacere del testo, a cura di C. Ossola, Einaudi, Torino, 1999 [edizione francese: Seuil, Paris 2000]
- W. Deonna, ΕΥΩΔΙΑ. Croyances antiques et modernes. L'odeur suave des dieux et des élus, introduction et épilogue par C. Ossola, Nino Aragno Editore, Torino-Paris, 2003
- M. de Certeau, Fabula mistica. XVI-XVII secolo, a cura di S. Facioni, con un saggio di C. Ossola, Jaca Book, Milano, 2008 [edizione spagnola: Siruela, Madrid, 2006]
- J.-B. Bossuet, Discorso sugli angeli custodi, a cura di C. Ossola, traduzione di N. Muschitiello, Pendragon, Bologna, 2008 [edizione francese: Payot & Rivages, Paris, 2005; edizione spagnola: Siruela, Madrid, 2010]
- G. Ungaretti, Tutte le poesie, a cura di C. Ossola, Mondadori, Collana I Meridiani, Milano, Mondadori, 2009.
- D. Hammarskjöld, Jalons, nouvelle édition revue, corrigée, annotée et préfacée par C. Ossola, Éditions du Félin, Paris, 2010
- G. Ungaretti, Traduzioni poetiche, a cura di C. Ossola e G. Radin, introduzione di C. Ossola, Collana I Meridiani, Milano, Mondadori, 2010.
- Ch. de Foucauld, Déserts, édition et préface de C. Ossola, Payot & Rivages, Paris, 2013.
- C. Denina, Dell'impiego delle persone, testo inedito a cura di C. Ossola, Olschki, Firenze, 2020.
- J.P. Hebel, Storie bibliche, a cura di C. Ossola, Olschki, Firenze, 2020.
- Ch. de Foucauld, Des pierres feuilletées. Anthologie thématique du Dictionnaire touareg-français. Dialecte de l’Ahaggar, par C. Ossola, Lambert-Lucas, Limoges, 2020.
- D. Alighieri, Divina Commedia, Collana Biblioteca, Marsilio, Venezia, 2021, ISBN 978-88-297-0908-3.

## Riconoscimenti
- 1975, premio Bonavera per le belle arti, Accademia delle Scienze, Torino
- 1979, premio Vallombrosa per la critica e la poesia, Firenze
- 1991, premio Roncaglia per le belle lettere, Accademia Nazionale dei Lincei, Roma
- 1997, premio Feltrinelli per la critica letteraria, Accademia Nazionale dei Lincei, Roma[3]
- 2010, premio Cesare Pavese per il volume Il continente interiore
- 2010, premio Nazionale Letterario Pisa per il volume Il continente interiore[4]
- 2012, premio della Fondazione del Centenario, della Banca della Svizzera Italiana in riconoscimento dei suoi meriti di italianista, critico letterario e storico delle idee, e del suo ruolo innovatore nella creazione dell’Istituto di studi italiani a Lugano[5][6]
- 2012, premio De Sanctis per la Saggistica, per il volume Introduzione alla Divina Commedia[7][8]
- 2017, premio Giuseppe Dessì, premio speciale della Fondazione di Sardegna[9]
- 2021, premio Gay-Lussac Humboldt, conferito dalla Alexander von Humboldt Stiftung, Berlino